# Microterys sublestus
Microterys sublestus är en stekelart som först beskrevs av Howard 1885.  Microterys sublestus ingår i släktet Microterys och familjen sköldlussteklar. Inga underarter finns listade i Catalogue of Life.